# Samara (linie lotnicze)

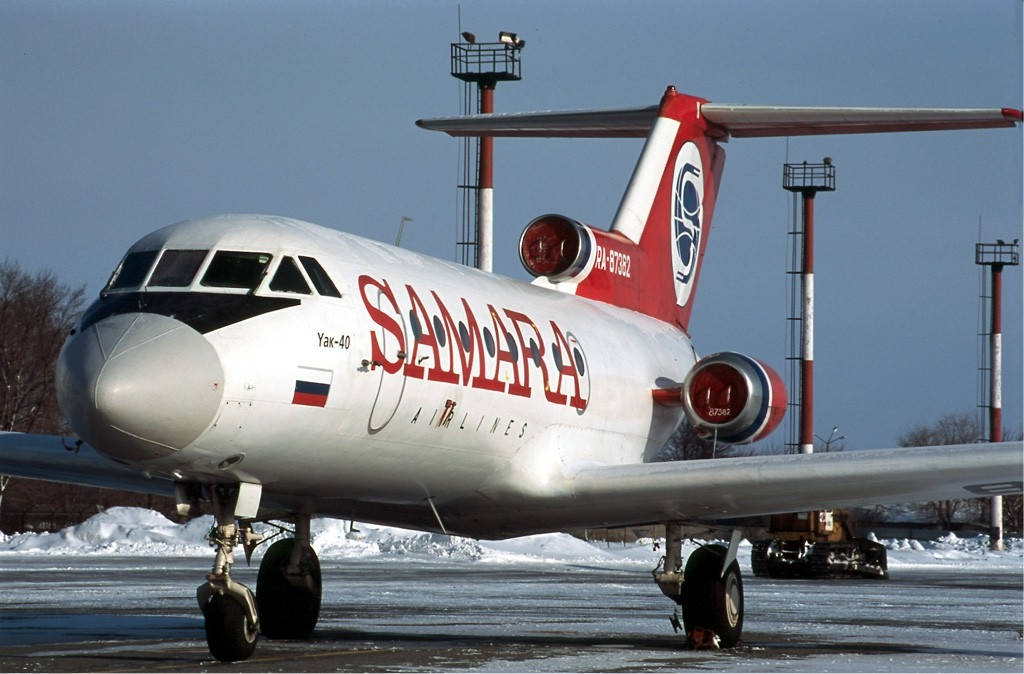
Jak-40 linii lotniczych Samara

Samara – zlikwidowane rosyjskie linie lotnicze z siedzibą w Samarze.

## Flota
W 2008 flota linii lotniczych Samara składała się z następujących samolotów:
| Model     | Liczba |
| --------- | ------ |
| Tu-134A   | 6      |
| Jak-42    | 4      |
| Tu-154B-2 | 2      |
| Tu-154M   | 10     |
| Ił-76     | 2      |